# جوني إدواردز
جوني إدواردز (بالإنجليزية: Johnny Edwards)‏ هو لاعب كرة قاعدة أمريكي، ولد في 10 يونيو 1938 في كولومبوس في الولايات المتحدة.

## وصلات خارجية
- جوني إدواردز على موقع دوري كرة القاعدة الرئيسي (الإنجليزية)
- جوني إدواردز على موقعبيزبول رفرنس.كوم (الدوري الرئيسي) (الإنجليزية)
- جوني إدواردز على موقعبيزبول رفرنس.كوم (الدوري الثانوي) (الإنجليزية)
- جوني إدواردز على موقع مشجعي الرسوم البيانية (الإنجليزية)